# الرياضيات والهندسة المعمارية
الرياضيات والهندسة المعمارية (بالإنجليزية: Mathematics and architecture)‏ ترتبط الرياضيات والهندسة المعمارية، حيث أنه، كما هو الحال مع الفنون الأخرى، يستخدم المهندسون الرياضيات لعدة أسباب. وبصرف النظر عن الرياضيات اللازمة عند المباني الهندسية، يستخدم المهندسون الهندسة: لتحديد الشكل المكاني للمبنى؛ من الفيثاغوريين في القرن السادس قبل الميلاد فصاعدا، لإنشاء أشكال تعتبر متناغمة، وبالتالي لوضع المباني ومحيطها وفقا للمبادئ الرياضية والجمالية والدينية في بعض الأحيان؛ لتزيين المباني بالأشياء الرياضية مثل الفسيفساء؛ وتلبية الأهداف البيئية، مثل تقليل سرعات الرياح حول قواعد المباني الشاهقة.
في مصر القديمة واليونان القديمة والهند والعالم الإسلامي، تم وضع المباني بما في ذلك الأهرام والمعابد والمساجد والقصور والأضرحة بنسب محددة لأسباب دينية. في الهندسة المعمارية الإسلامية، تستخدم الأشكال الهندسية وأنماط التبليط الهندسي لتزيين المباني، سواء داخل أو خارج. تتميزسيباستيانو سيرليو بعض المعابد الهندوسية بهيكلية تشبه الفركتالية، حيث تشبه الأجزاء كلها، وتنقل رسالة عن اللانهاية في علم الكون الهندوسي. في العمارة الصينية، تعتبر منطقة تولو في مقاطعة فوجيان هياكل دفاعية مجتمعية دائرية. في القرن الحادي والعشرين، تم استخدام الزخرفة الرياضية مرة أخرى لتغطية المباني العامة.
في العمارة في عصر النهضة، تم التشديد عمدا على التناسق والتناسب من قبل المهندسين المعماريين مثل ليون باتيستا البرتي، سيباستيانو سيرليو وأندريا بالاديو، متأثرين بالمعماري دي فيتروفيوس من روما القديمة وحساب فيثاغورس من اليونان القديمة. في نهاية القرن التاسع عشر، كان فلاديمير شوخوف في روسيا وأنطوني غاودي في برشلونة رائدين في استخدام الهياكل ذات البثور. في Sagrada Família ، قام Gaudí أيضًا بتضمين paraboloids الزائدي، والفسيفساء، وأقواس السلطعون، و catenoids ، و helicoids ، والأسطح المحكومة. في القرن العشرين، قامت أساليب مثل الهندسة المعمارية الحديثة و Deconstructivism باستكشاف أشكال هندسية مختلفة لتحقيق التأثيرات المرغوبة. تم استغلال الأسطح الدنيا في أغطية السقف مثل خيمة في مطار دنفر الدولي، في حين كان ريتشارد بكمنستر فولر رائدا في استخدام الهياكل الرخوة القوية المعروفة باسم القبب الجيوديسية.

## الحقول المتصلة

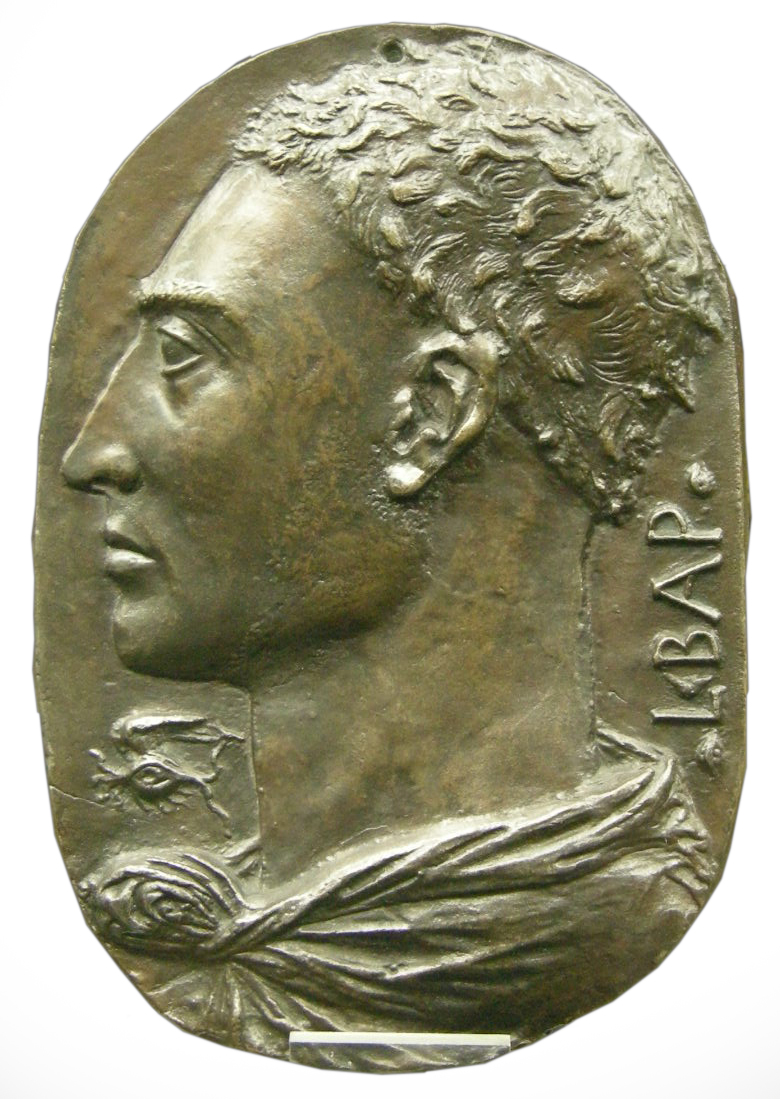
صورة ذاتية مزعومة لليون باتيستا ألبيرتي

في عصر النهضة، كان من المتوقع أن يكون المهندس المعماري مثل ليون باتيستا ألبيرتي على دراية في العديد من التخصصات، بما في ذلك الحساب والهندسة.
يلاحظ المهندسان المعماريان مايكل أوستوالد وكيم ويليامز، بالنظر إلى العلاقات بين الهندسة المعمارية والرياضيات، أن الحقول كما هو مفهوم بشكل عام قد تبدو ضعيفة الارتباط فقط، حيث أن الهندسة المعمارية هي مهنة تتعلق بالمادة العملية لصنع المباني، في حين أن الرياضيات هي النقية دراسة العدد والكائنات التجريدية الأخرى. لكنهم يجادلون بأن الاثنين مرتبطان بقوة، ومنذ العصور القديمة. في روما القديمة، وصف فيتروفيوس المهندس المعماري بأنه رجل يعرف ما يكفي من مجموعة من التخصصات الأخرى، الهندسة في المقام الأول، لتمكينه من الإشراف على الحرفيين المهرة في جميع المجالات الأخرى الضرورية، مثل البنائين والنجارين. وينطبق الشيء نفسه في العصور الوسطى، حيث تعلم الخريجين الحسابية والهندسية والجماليات جنبا إلى جنب مع المنهج الأساسي للنحو، والمنطق، والبلاغة (trivium) في قاعات أنيقة من قبل بناة رئيسية الذين قاموا بقيادة العديد من الحرفيين. أعطيت باني ماجستير في أعلى مهنته لقب المهندس المعماري أو المهندس. في عصر النهضة، أصبح الشكل الرباعي من الهندسة، والهندسة، والموسيقى، والفلك، منهجًا إضافيًا متوقعًا من رجل النهضة مثل ليون باتيستا ألبيرتي. وبالمثل في إنجلترا، كان السير كريستوفر ورين، المعروف اليوم كمهندس معماري، أول عالم فلك ملحوظ. [3]
ويليامز وأوستوالد، يستعرضان بشكل أكبر التفاعل بين الرياضيات والهندسة المعمارية منذ عام 1500 وفقًا لنهج عالم الاجتماع الألماني تيودور أدورنو، ويحدد ثلاثة اتجاهات بين المهندسين المعماريين، وهي: أن تكون ثوريًا، وتقديم أفكار جديدة كليًا؛ الرجعي، فشل في إدخال التغيير؛ أو إحياء، في الواقع إلى الوراء. يجادلون بأن المهندسين المعماريين تجنبوا النظر إلى الرياضيات للإلهام في أوقات النهضة. وهذا من شأنه أن يفسر لماذا لم يكن للهندسة المعمارية علاقة تذكر بالرياضيات في الفترات الإحيائية، مثل النهضة القوطية في إنجلترا في القرن التاسع عشر. وبالمثل، يلاحظون أنه في الأوقات الرجعية مثل التصوف الإيطالي من حوالي 1520 إلى 1580، أو الحركات الباروكية والبلدية في القرن السابع عشر، لم تتم استشارة الرياضيات إلا بالكاد. في المقابل، رفضت الحركات الثورية المبكرة في القرن العشرين مثل Futurism و Constructivism الأفكار القديمة بفاعلية، واعتنقت الرياضيات وتؤدي إلى العمارة الحداثية. وبحلول نهاية القرن العشرين، سرعان ما استولى المهندسون المعماريون على الهندسة الفركتالية، مثلها مثل التبليط غير الدوري، لتوفير أغطية مثيرة للاهتمام وجذابة للمباني. [4]
يستخدم المهندسون المعماريون الرياضيات لعدة أسباب، مع ترك الاستخدام الضروري للرياضيات في هندسة المباني. [5] أولاً، يستخدمون الهندسة لأنها تحدد الشكل المكاني للمبنى. [6] ثانياً، يستخدمون الرياضيات لتصميم أشكال تعتبر جميلة أو متجانسة. [7] من وقت فيثاغورث مع فلسفتهم الدينية العدد، [8] المعماريين في اليونان القديمة، روما القديمة، العالم الإسلامي وعصر النهضة الإيطالية اختاروا نسب البيئة المبنية - المباني والمناطق المحيطة بهم - وفقا للحساب الرياضي وكذلك المبادئ الجمالية والدينية في بعض الأحيان. [9] [10] [11] [12] ثالثًا، قد يستخدمون أدوات رياضية مثل الفسيفساء لتزيين المباني. [13] [14] رابعاً، قد يستخدمون الرياضيات في شكل نمذجة حاسوبية لتحقيق الأهداف البيئية، مثل تقليل التيارات الهوائية الدوارة في قاعدة المباني العالية. [1]
أشكال مكانية متناسقة
جماليات علمانية
روما القديمة
قال المهندس المعماري الروماني القديم فيتروفيوس إن تصميم مبنى مثل المعبد يعتمد على نوعين من الجودة والنسبة والتماثل. يضمن النسب أن كل جزء من المبنى يتصل بشكل متناغم مع كل جزء آخر. تعني كلمة Symmetria في استخدام Vitruvius شيئًا أقرب إلى نمطية اللغة الإنجليزية من تماثل المرآة، كما أنها تتعلق أيضًا بتجميع الأجزاء (المعيارية) في المبنى بأكمله. في بازيليك في فانو، يستخدم نسبًا لأعداد صحيحة صغيرة، خاصة الأرقام الثلاثية (1، 3، 6، 10...) لتناسب البنية في وحدات (فيتروفيان). [a] وهكذا يكون عرض بازيليكا إلى الطول 1: 2؛ الممر حوله مرتفع كما هو واسع، 1: 1 ؛ الأعمدة خمسة أقدام و 50 قدما، 1:10. [9]
البانتيون
بانثيون (روما): 
نجا البانتيون في روما سليما، مما يوضح الهيكل الروماني الكلاسيكي، والنسبة، والديكور. الهيكل الرئيسي عبارة عن قبة، تركت القمة مفتوحة كعين دائري للسماح بدخول الضوء. ويواجهها أعمدة قصيرة مع تربيت الثلاثي. الارتفاع إلى العين وقطر الدائرة الداخلية متساويان، 43.3 متر (142 قدم)، لذا فإن الداخل بأكمله يتناسب تمامًا داخل المكعب، والداخلية يمكن أن تحتوي على كرة من نفس القطر. [17] هذه الأبعاد أكثر منطقية عندما يتم التعبير عنها في وحدات القياس الرومانية القديمة: تمتد القبة 150 قدمًا رومانية B ؛ يبلغ قطرها 30 قدمًا رومانيًا؛ المدخل على ارتفاع 40 قدمًا رومانيًا. [18] يبقى البانثيون أكبر قبة خرسانية غير مسلحة في العالم. [19]

## عصر النهضة
واجهة سانتا ماريا نوفيلا، فلورنسا، 1470. الإفريز (مع الساحات) وما فوقها ليون باتيستا ألبيرتي.
كانت أول رسالة في عصر النهضة حول الهندسة المعمارية هي كتاب ليون باتيستا ألبيرتي بعنوان 1450 دي آر أوفيريماتوريا (في فن البناء). أصبح أول كتاب مطبوع عن الهندسة المعمارية في عام 1485. وكان يستند جزئيا على المهندس المعماري فيتروفيوس دي، وعبر Nicomachus ، فيثاغورس الحسابي. يبدأ Alberti مع مكعب، ويستمد النسب منه. وبالتالي فإن قطري الوجه يعطي النسبة 1: ،2، في حين أن قطر الكرة التي تحصر المكعب يعطي 1: .3. [20] [21] كما قام ألبيرتي بتوثيق اكتشاف فيليبو برونليسكي في منظور خطي، تم تطويره ليتمكن من تصميم المباني التي تبدو متناسقة بشكل جميل عند النظر إليها من مسافة ملائمة. [12]
المنظور المعماري للمرحلة التي وضعها سيباستيانو سيرليو، 1569 [22]
كان النص الرئيسي التالي هو سيغاستيانو سيرليو ريجول جينيرال دوريتسيتورا (القواعد العامة للهندسة المعمارية)؛ ظهر المجلد الأول في البندقية عام 1537 ؛ غطى المجلد 1545 (الكتب 1 و 2) الهندسة والمنظور. كانت طريقتان من أساليب سيرليو لبناء وجهات النظر خاطئة، ولكن هذا لم يمنع استخدامه على نطاق واسع. [23]
خطة أندريا بالاديو ورفع فيلا بيساني
في عام 1570، نشر أندريا بالاديو مؤلفه «كواترو ليبري ديلريسيتيتورا» (The Four Books of Architecture) في البندقية. كان هذا الكتاب المطبوع على نطاق واسع مسؤولاً إلى حد كبير عن نشر أفكار النهضة الإيطالية في جميع أنحاء أوروبا، بمساعدة مناصرين مثل الدبلوماسي الإنجليزي هنري ووتون مع كتابه «عناصر الهندسة المعمارية» عام 1624. [24] تم حساب نسب كل غرفة داخل الفيلا على نسب حسابية بسيطة مثل 3: 4 و 4: 5، وكانت الغرف المختلفة داخل المنزل مترابطة بهذه النسب. وقد استخدم المهندسون المعماريون السابقون هذه الصيغ لموازنة واجهة واحدة متماثلة؛ ومع ذلك، ترتبط تصاميم بالاديو بالكلية، عادةً ما تكون مربعًا. [25] سمح بالاديو بنطاق من النسب في Quattro libri ، ينص على: [26] [27]
هناك سبعة أنواع من الغرف هي الأجمل والأكثر تناسبًا وتتناسب بشكل أفضل: يمكن جعلها دائرية، رغم ندرة هذه؛ أو مربع أو طولها يساوي قطر مربع العرض. أو مربع وثالث؛ أو مربع ونصف. أو مربع وثلثي. أو مربعين. [c]
في عام 1615، نشر فينتشينزو سكسوزي كتاب أواخر عصر النهضة ليديا ديل أرتشيتيتورا يونيفرسيل (فكرة العمارة العالمية). [28] حاول ربط تصميم المدن والمباني بأفكار Vitruvius و Pythagoreans ، وإلى الأفكار الحديثة من Palladio. [29]

## القرن التاسع عشر
منارة شعرية مفرطة من قبل فلاديمير شوخوف، أوكرانيا، 1911
واستخدمت فلاديمير شوخوف الهياكل الصخرية ابتداءً من نهاية القرن التاسع عشر من أجل الصواري والمنارات وأبراج التبريد. شكلها المدهش مثيرٌ وجماليٌ من الناحية الجمالية، باستخدام المواد الإنشائية اقتصاديًا. تم عرض أول برج زئبقي لشوخوف في نيجني نوفغورود في عام 1896. [30] [31] [32]

## القرن العشرين
مزيد من المعلومات: العمارة الحديثة والهندسة المعمارية المعاصرة
طائرات De Stijl الانزلاقية المتقاطعة: منزل ريتفيلد شرويدر، 1924
في بداية القرن العشرين، استُخدمت العمارة الحديثة ، التي كانت رائدة [d] بواسطة البنائية الروسية ، [33] الهندسة الإقليدية المستقيمة (التي يطلق عليها أيضًا الديكارتية). في حركة دي ستيجل ، كان ينظر إلى الأفقي والرأسي على أنهما يشكلا العموم. يتكون الشكل المعماري من وضع هذين الميلين للاتجاهين معًا ، باستخدام طائرات السقف ، والطوابق الجدارية ، والشرفات ، التي تنزلق أو تتقاطع مع بعضها البعض ، كما هو الحال في منزل ريتفيلد شرويدر عام 1924 بواسطة جيريت ريتفيلد. [34]
صورة الخشخاش و pepperpot (biomimetics) من Raoul Heinrich Francé من Die Pflanze als Erfinder ، 1920
كان مهندسو الحداثة يتمتعون بحرية الاستفادة من المنحنيات والطائرات. محطة تشارلز هولدن في عام 1933 تحتوي على قاعة تذاكر دائرية من الطوب مع سقف خرساني مسطح. [35] في عام 1938، قام رسام باوهاوس لازلو موهولي ناجي بتبني عناصر التقنية الحيوية السبعة لراؤول هاينريش فرانسي ، وهي البلورة ، المجال ، المخروط ، الطائرة ، الشريط (المكعب)، والقضيب (الأسطواني)، واللولب ، كما يفترض اللبنات الأساسية للعمارة المستوحاة من الطبيعة. [36] [37]
اقترح لو كوربوزييه مقياسًا أنثروبومتريًا للنسب في الهندسة المعمارية ، الموصل ، بناءً على الارتفاع المفترض للرجل. [38] تستخدم مصلى لو كوربوزييه عام 1955، نوتردام دي هوت ، منحنيات حرة الشكل غير قابلة للوصف في الصيغ الرياضية. [e] يقال إن الأشكال هي استحضار أشكال طبيعية مثل مقدمة السفينة أو أيادي الصلاة. [41] التصميم هو فقط على أكبر مقياس: لا يوجد تسلسل هرمي للتفاصيل في المقاييس الأصغر ، وبالتالي لا يوجد بعد فركتلي ؛ وينطبق الشيء نفسه على المباني الشهيرة الأخرى في القرن العشرين مثل دار أوبرا سيدني، ومطار دنفر الدولي ، ومتحف غوغنهايم ، بلباو. [39]

## معرض صور

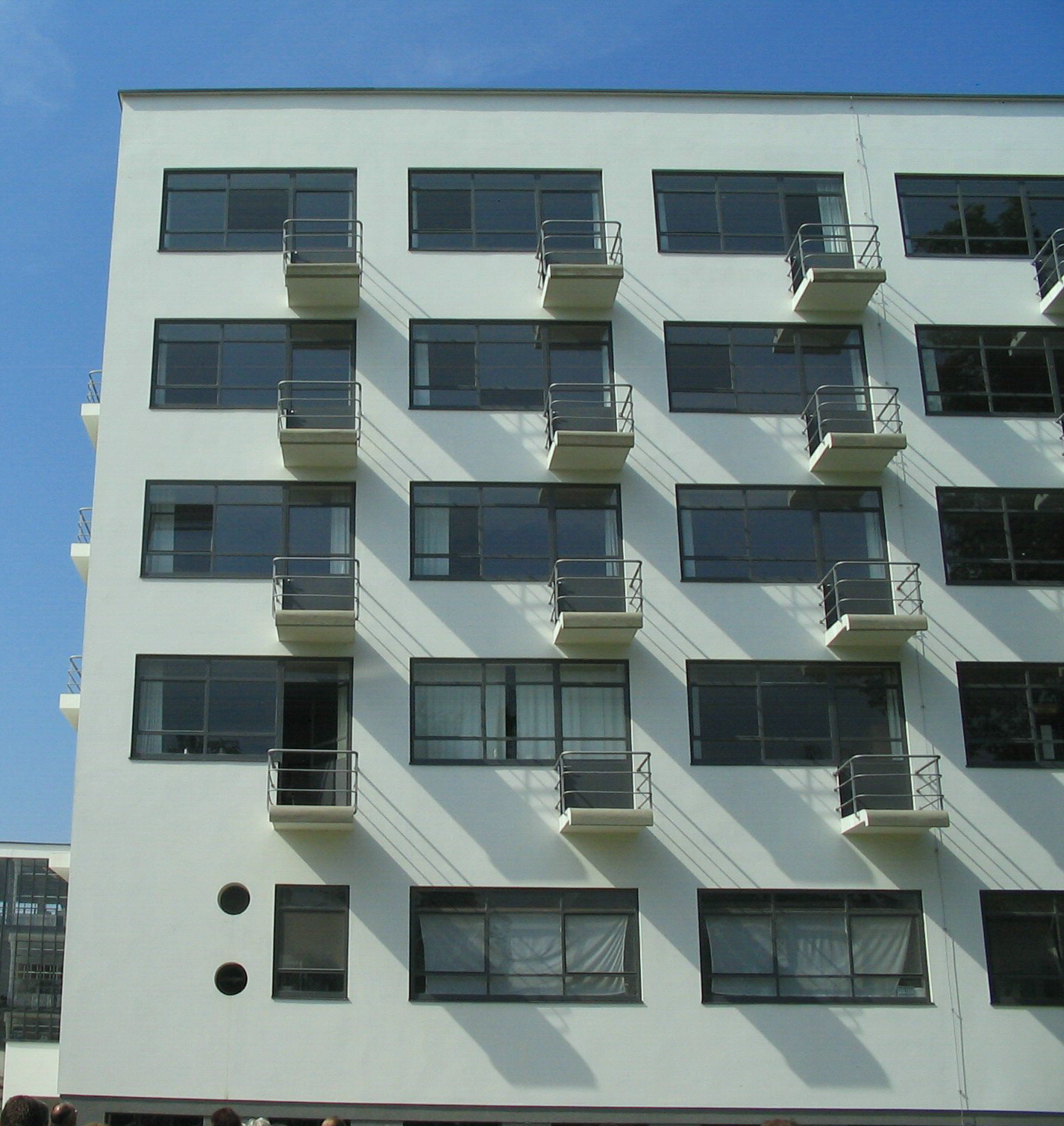
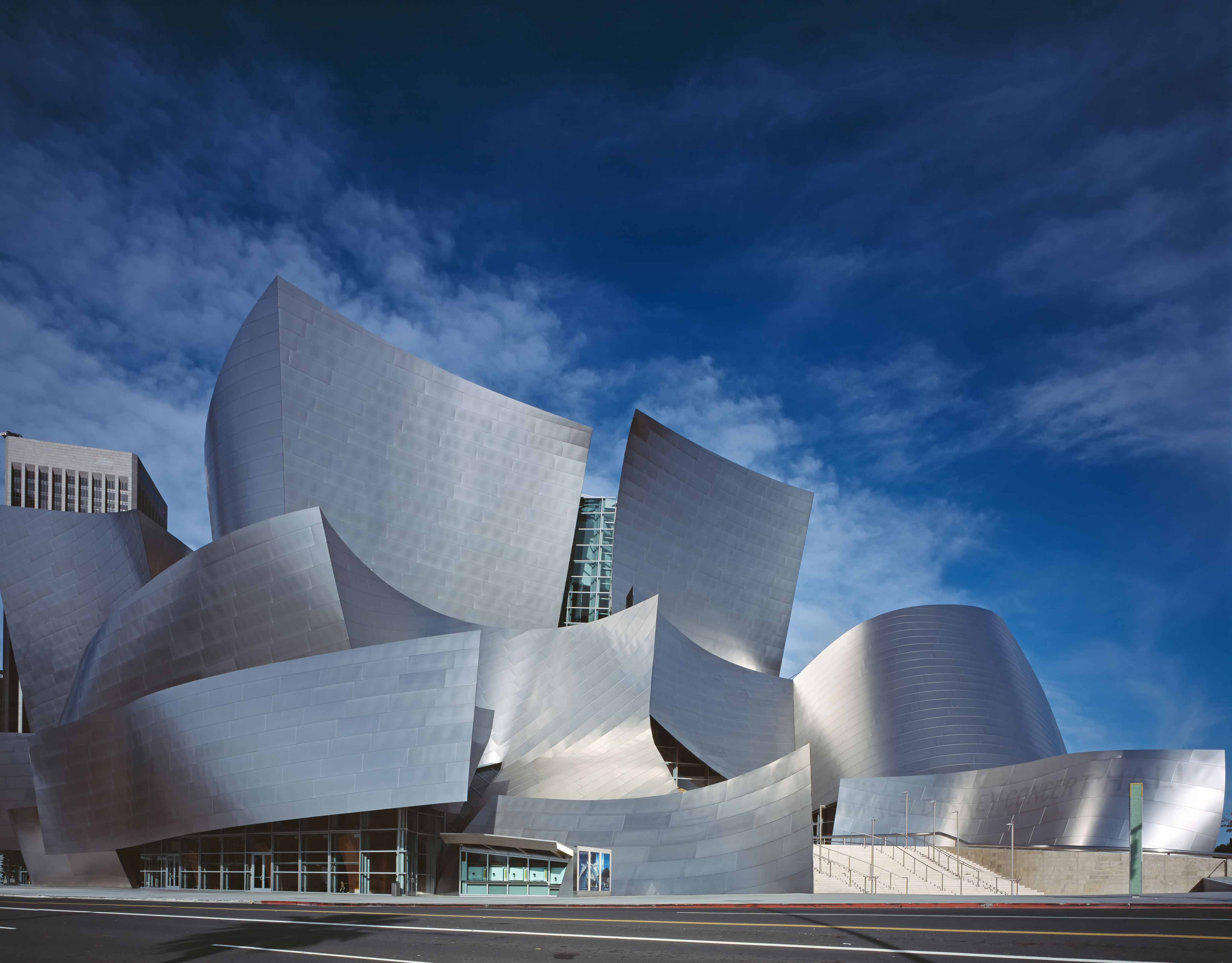
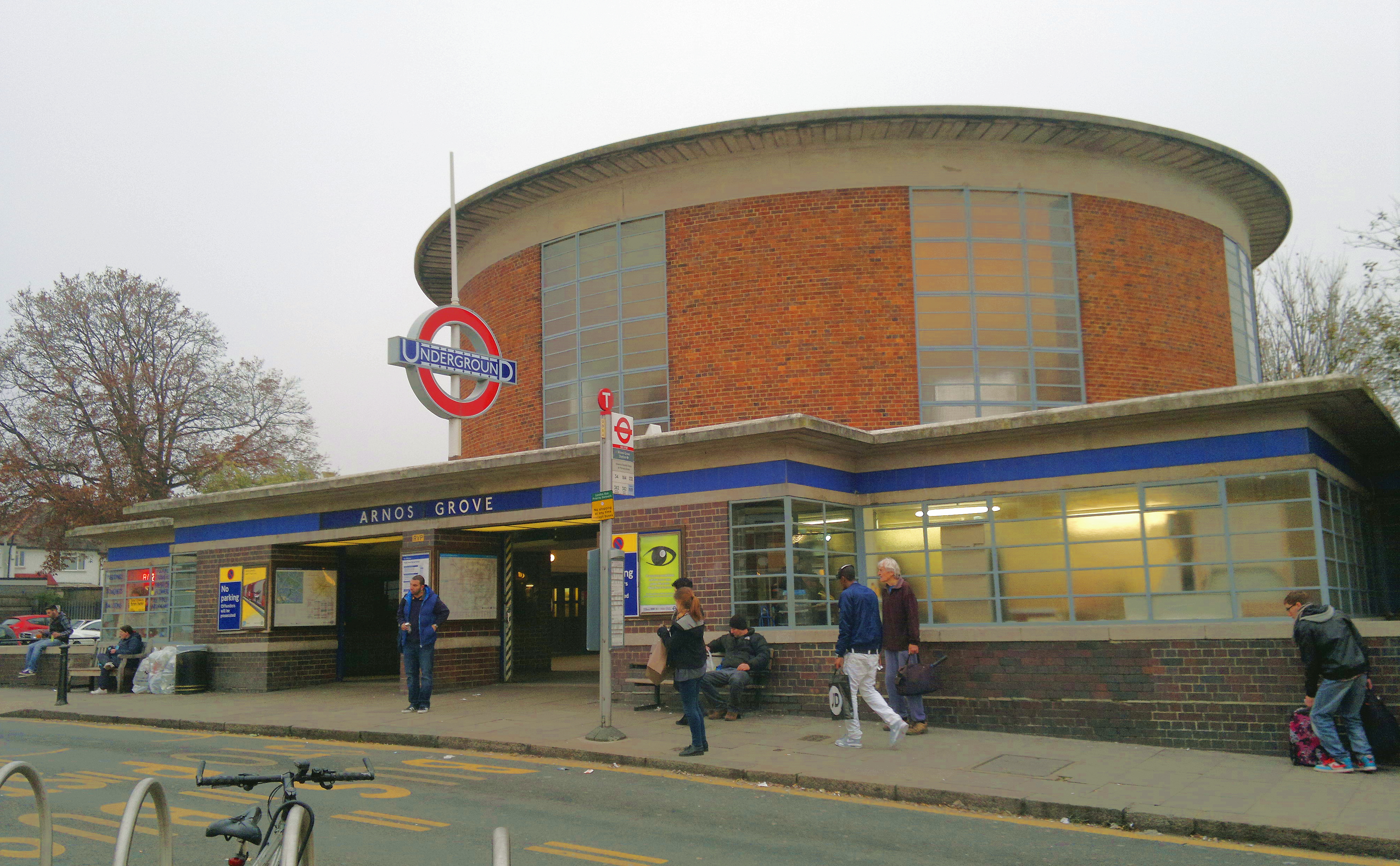
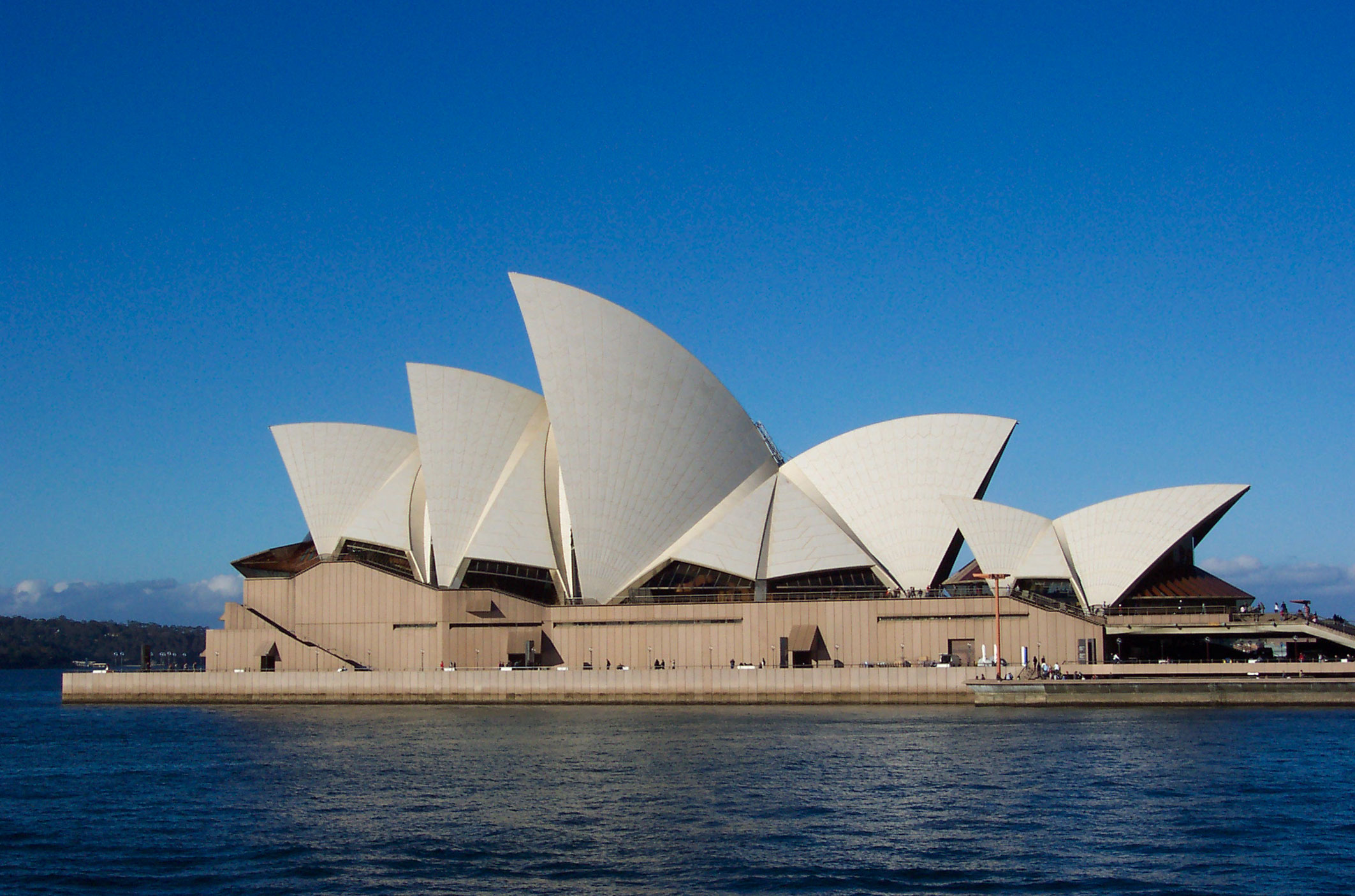
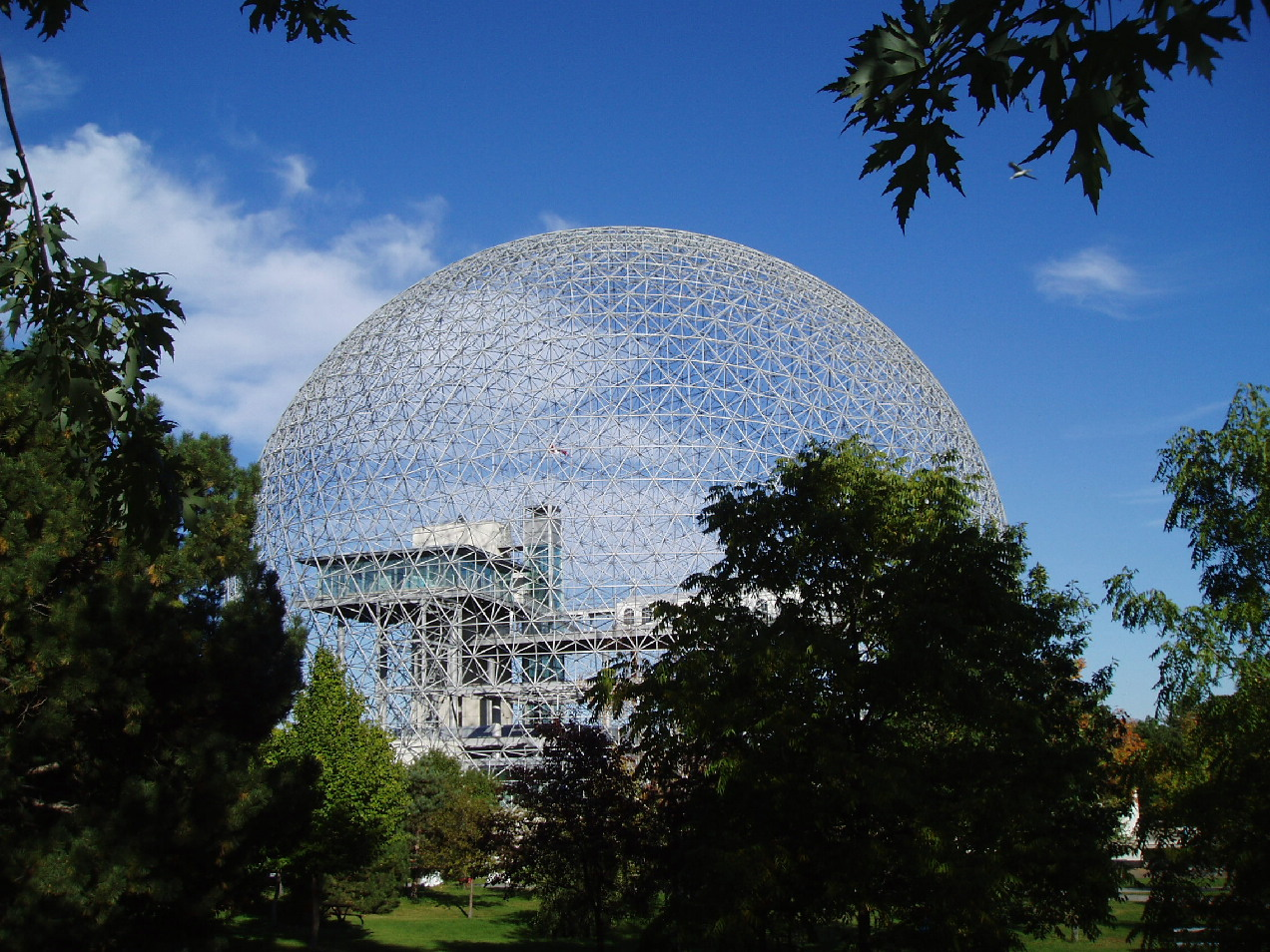